# Sikkerhedsdatablad
Et sikkerhedsdatablad eller en leverandørbrugsanvisning er et dokument, der skal medfølge kemikalier til professionel anvendelse. Sikkerhedsdatabladet er krævet af EU forordningen REACH og skal indeholde følgende oplysninger:
1. identifikation af stoffet/det kemiske produkt og af selskabet/virksomheden
2. fareidentifikation
3. sammensætning af/oplysning om indholdsstoffer
4. førstehjælpsforanstaltninger
5. brandbekæmpelse
6. forholdsregler over for udslip ved uheld
7. håndtering og opbevaring
8. eksponeringskontrol/personlige værnemidler
9. fysisk-kemiske egenskaber
10. stabilitet og reaktivitet
11. toksikologiske oplysninger
12. miljøoplysninger
13. forhold vedrørende bortskaffelse
14. transportoplysninger
15. oplysninger om regulering
16. andre oplysninger

Enhver der leverer kemikalier med henblik på professionel anvendelse skal lade kemikaliet følge af et sikkerhedsdatablad, hvis kemikaliet indeholder klassifikationspligtige stoffer. Opbygningen af sikkerhedsdatablade er beskrever i REACH forordnigens artikel 31 og samme forordningens Bilag II. Et sikkerhedsdatablad består at 16 punkter.
Kravet om sikkerhedsdata blade gælder ikke for en lang række produkter der finder anden anvendelse, for eksempel lægemidler, foderstoffer, radioaktive stoffer, affald og kosmetik.

## Danske særregler
Produkt nummer: Hvis kemikaliet sælges i kvanti over 100 kg/år og i øvrigt indeholder stoffer der sundhedsskadelige eller miljøfarlige er der krav om Produkt nummer registrering via Arbejdstilsynet. Selve registreringen foregår online via OnlineAT. Det af Arbejdstilsynets udleverede Produkt nummeret skal tilføjes sikkerhedsdatabladet og emballagen.
MAL kode Et kemikalie hvis anvendelse er lak, maling, klæbestof, fugemasse og lignende, skal forsynes med en MAL kode. MAL koden beregnes ud fra det konkrete stof indhold og skal tilføjes sikkerhedsdatabladet og emballagen.

## Historisk
Før 1. juni 2007 skulle Arbejdstilsynets regler følges. De oprindelige bekendtgørelser blev sammenskrevet til At-vejledening C.0.12, maj 2003.
C.0.12 erstattede ved tidligere At-anvisning nr. 3.1.0.1 af september 1997.